# Else Birkmose
Else Birkmose, verheiratete Else Gunnarsson, (geboren am 3. Januar 1931 in Kopenhagen als Else Birkmose-Pedersen; gestorben am 28. September 1998 in Ålsgårde) war eine dänische Handballspielerin und Handballtrainerin.

## Vereinskarriere
Else Birkmose spielte für Handelstandens Gymnastikforening Kopenhagen, mit denen sie mehrfach die dänische Meisterschaft gewann.
Mit dem Team aus Kopenhagen gewann sie 1965 die Austragung des Europapokals der Landesmeister gegen BP Kőbánya Spartacus.

## Nationalmannschaft
Sie bestritt zwischen 1951 und 1966 insgesamt 63 Länderspiele für die dänische Nationalmannschaft, bei denen sie 109 Tore erzielte. Ihr Debüt in der dänischen A-Auswahl gab sie am 25. Februar 1951 bei einem Spiel gegen die schwedische Auswahl.
Für Dänemark nahm sie an der Weltmeisterschaft 1957 in Jugoslawien, der Weltmeisterschaft 1962 in Rumänien und an der Weltmeisterschaft 1965 in Westdeutschland teil.

## Trainerin
Nach ihrer aktiven Zeit wurde sie an der Seite von Birgitte Wilbek Trainerin der dänischen Nationalmannschaft der Frauen. Sie trainierte auch das Kopenhagener Team von HG.

## Privates
Else Birkmose arbeitete von 1954 bis 1962 für den dänischen Handballverband, dann für die Versicherung Nye Danske und später bis zu ihrer Pensionierung für die Zeitung Aktuelt. Sie war verheiratet.